# Giacinta Marto
Jacinta de Jesus Marto, conosciuta in italiano come Giacinta Marto (Aljustrel, 11 marzo 1910 – Lisbona, 20 febbraio 1920), fu una dei tre "pastorelli" che avrebbero assistito alle apparizioni di Fátima. Beatificata nel 2000, è stata proclamata santa da papa Francesco nel 2017.

## Biografia

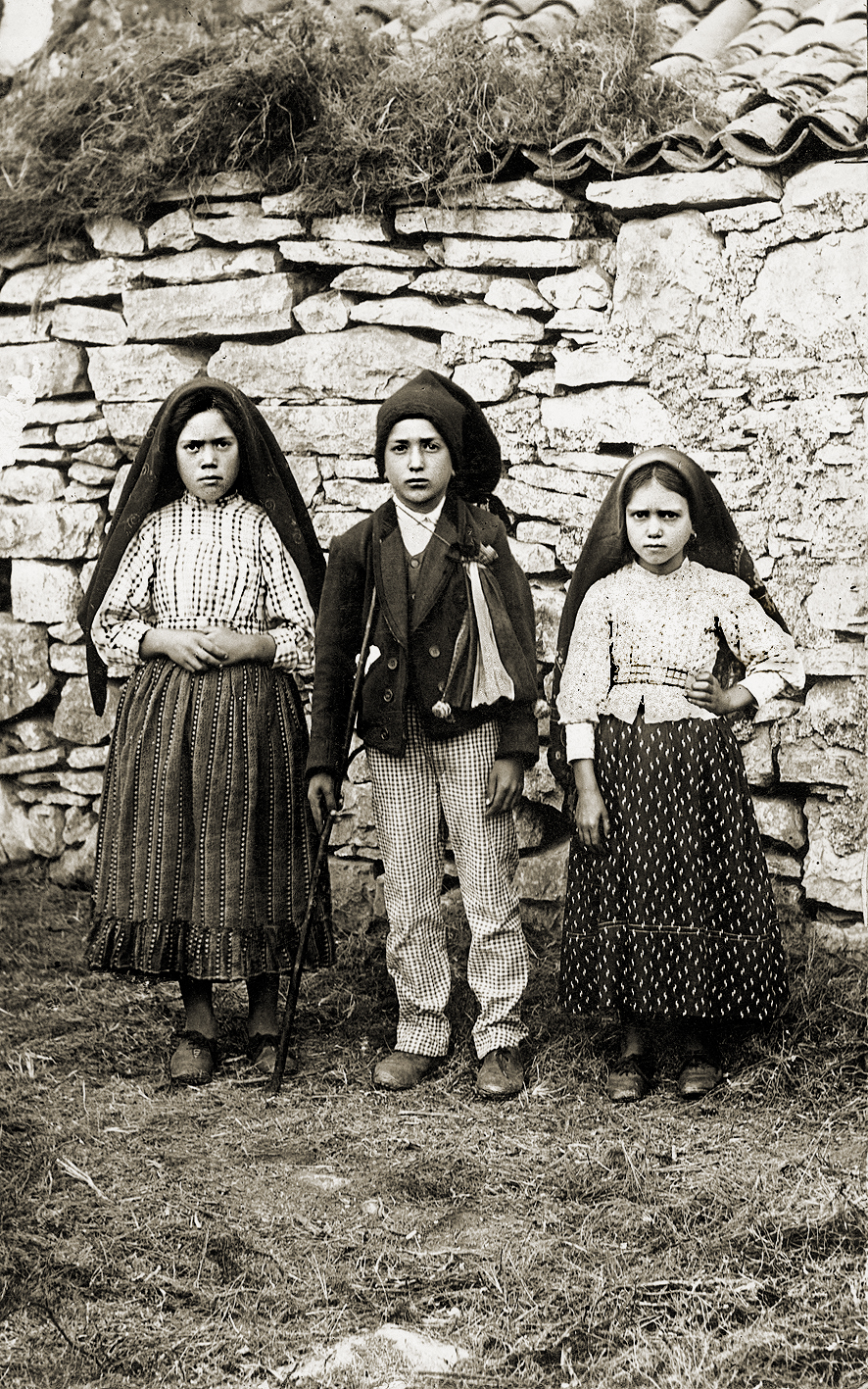
I tre "pastorelli" all'epoca delle apparizioni. Giacinta è quella a destra.

Giacinta, assieme al fratello Francesco, era la minore dei sette figli di Manuel Pedro Marto e Olimpia de Jesus, abitanti di Fatima, in Portogallo. Giacinta nacque l'11 marzo 1910 nella casa dei genitori e ricevette il battesimo il 19 dello stesso mese presso la chiesa parrocchiale.
Sia Giacinta sia Francesco non frequentarono la scuola, perciò crebbero analfabeti. Vennero educati al cristianesimo in casa o per mezzo della zia, la madre della loro cugina Lucia dos Santos. Erano soliti partecipare la domenica alla Santa Messa, pregavano in famiglia e vennero educati al rispetto ed alla carità verso i poveri. Quando Giacinta aveva solo 6 anni e suo fratello Francesco 8, iniziarono a prendersi cura del gregge dei genitori insieme alla cugina Lucia, anche lei pastorella.
Il 13 maggio 1917 si trovava a Cova da Iria, vicino alla località di Fatima, in Portogallo, insieme al fratello Francesco e alla cugina Lucia, per badare al gregge.
Secondo quanto riferito dai pastorelli, improvvisamente videro apparire una "signora", che identificarono con la Madonna, che aveva rivelato loro tre segreti, noti in seguito come "Segreti di Fátima". Le apparizioni sarebbero continuate fino al 13 ottobre 1917, quando si verificò il fenomeno noto come Miracolo del sole.
Lucia racconta che all'epoca Giacinta era una bambina come tante altre: le piaceva giocare e ballare ed era un po' permalosa. Dopo l'incontro con la Madonna, però, la sua vita e le sue abitudini erano cambiate: pregava molto, fino a quando, il 23 dicembre 1918, fu colpita, assieme al fratello Francisco, dal terribile virus della spagnola. 
La malattia nel suo caso fu più lunga e più dolorosa: la bambina venne anche ricoverata, inutilmente, all'ospedale di Lisbona, dove morì il 20 febbraio 1920.

## Il culto

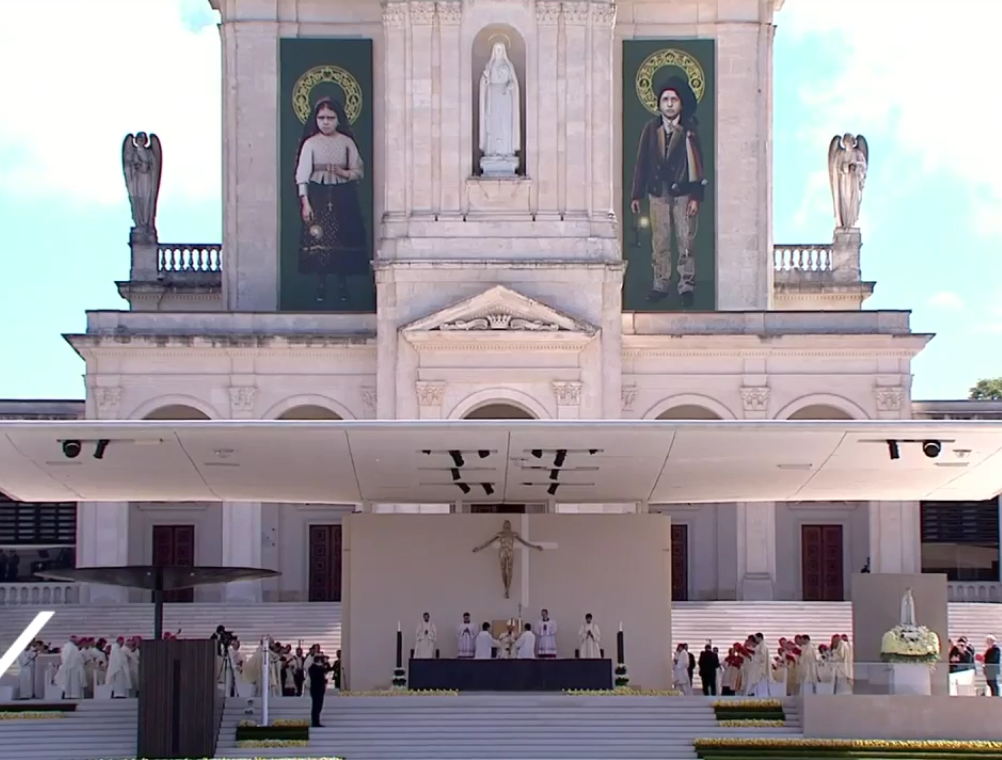
Canonizzazione di Jacinta e Francisco celebrata da papa Francesco, 13 maggio 2017.

È stata beatificata da papa Giovanni Paolo II il 13 maggio 2000 a Fátima insieme al fratello Francesco. È stato proclamata santa, sempre assieme al fratello, il 13 maggio 2017 da papa Francesco durante la sua visita a Fátima nella ricorrenza del centenario dell'apparizione della Santa Vergine Maria.
La memoria liturgica è stata fissata al 20 febbraio, giorno della sua nascita al cielo. Il suo corpo, assieme a quelli del fratello e della cugina, è venerato nel Santuario di Fátima.

### Il miracolo per la beatificazione
Nel 1995 fu istituito a Leiria il Tribunale diocesano per il processo sul presunto miracolo attribuito all'intercessione di Giacinta Marto. Fu dichiarata prodigiosa la guarigione di una donna affetta da “paraplegia da probabile mielite trasversa, della durata di circa 22 anni, in assenza di patologia psichica”. La guarigione inspiegabile fu dichiarata valida il 21 novembre 1997. Il 28 giugno 1999 fu promulgato il Decreto riguardante il miracolo.

### Il miracolo per la canonizzazione
In generale, ai fini della canonizzazione, la Chiesa cattolica ritiene necessario un secondo miracolo, dopo quello richiesto per la beatificazione: nel caso di Giacinta, ha ritenuto miracolosa la guarigione del bambino brasiliano Lucas Maeda de Oliveira, caduto accidentalmente da un'altezza di sei metri e mezzo il 3 marzo 2013, mentre giocava con la sorellina a casa del nonno a Campo Mourão, nello Stato del Paraná, in Brasile.
Nella caduta il bambino riportava "grave trauma cranio-encefalico aperto con perdita di sostanza cerebrale, coma grave e danno assonale diffuso, con serio pericolo di morte o di gravi conseguenze". Il padre del bambino, raccogliendolo dal marciapiede subito dopo l'incidente, aveva invocato la Madonna di Fátima e i beati Francesco e Giacinta Marto, pregati quella notte stessa dai familiari insieme a una comunità di suore carmelitane.
La Consulta Medica della Congregazione delle cause dei santi, che aveva esaminato il caso, il 2 febbraio 2017 ha dichiarato scientificamente inspiegabile la successiva completa e rapidissima guarigione.